# Ctenus fasciatus
Ctenus fasciatus är en spindelart som beskrevs av Cândido Firmino de Mello-Leitão 1943. 
Ctenus fasciatus ingår i släktet Ctenus och familjen Ctenidae. Inga underarter finns listade i Catalogue of Life.